# ヨン・レイフス

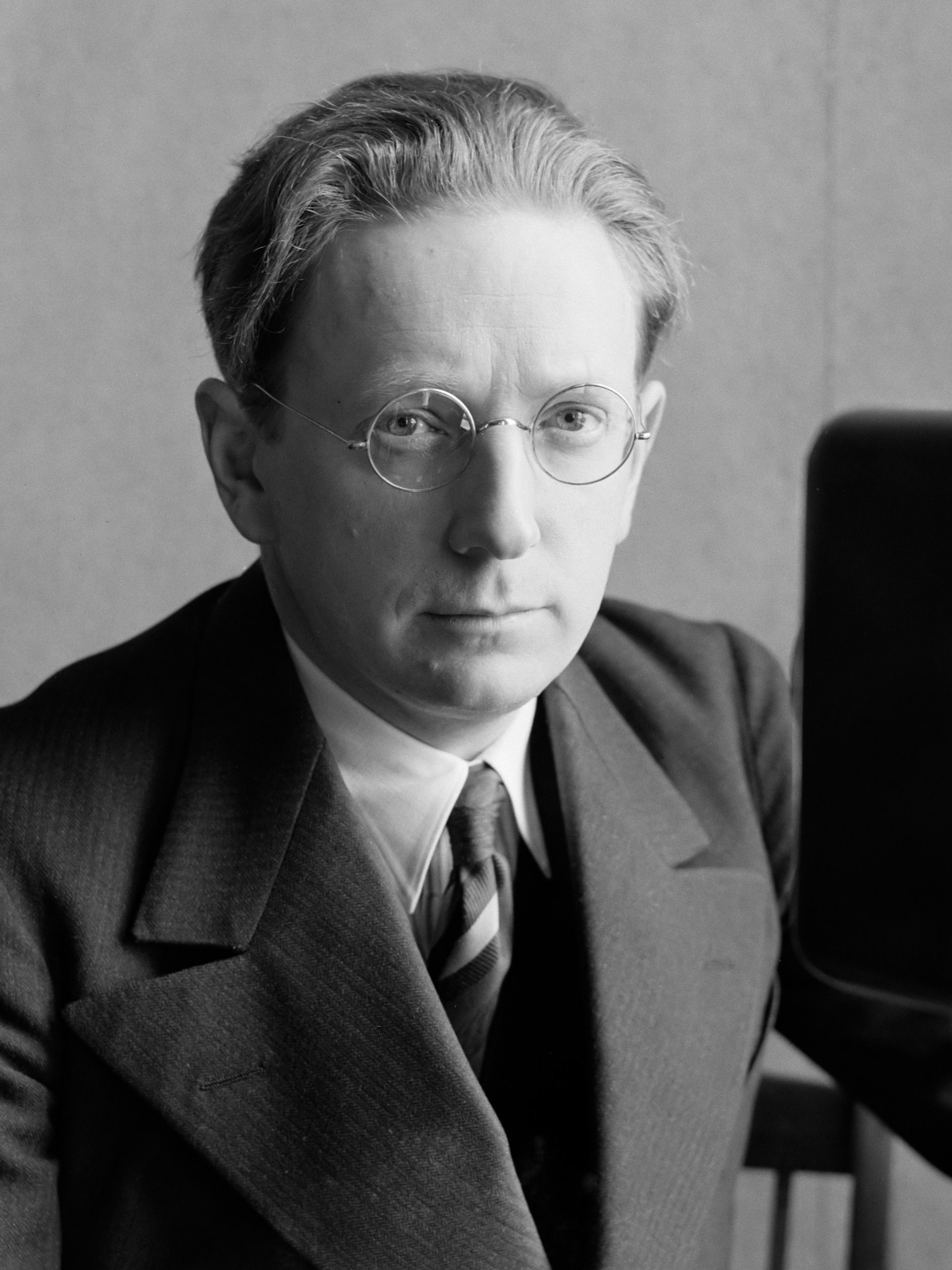
ヨン・レイフス

ヨン・レイフス（Jón Leifs 原語の発音；ヨーン・レイフス、1899年5月1日 - 1968年7月30日）は、アイスランドの作曲家。
農家の生まれ、幼い頃に家族でレイキャヴィークに引越し、少年時代を過ごす。17歳でドイツのライプツィヒ音楽院に入学する。1930年代はベルリンに住み、ユダヤ人でピアニストの妻と結婚し、二人の娘をもうける。1938年にアイスランドの放送局から音楽ディレクター就任の依頼が来る。彼は喜んだが、妻はドイツで自分のキャリアの追求することを希望したため、単身で帰国する。しかし、アイスランドでは彼の音楽がまだ受け入れられず、二年でドイツに戻ることになる。しかし、その頃、ドイツはナチス政権によるユダヤ人迫害が始まっていた。1944年にはスウェーデンに家族で逃れるが、妻と不仲になり離婚する。第二次世界大戦後はアイスランドに戻り、活動をする。この頃には彼の作品も故国で受け入れられるようになる。1956年には再婚し、その後、息子をもうける。晩年はアイスランド音楽界の重鎮として作曲家協会の会長などを歴任し、1968年レイキャヴィークで死去。
アイスランドの民俗音楽を取込んで作曲を行った作曲家は彼が最初であるといわれている。アイスランド民謡を基にしたピアノ曲や火山国アイスランドの激しさを感じさせる合唱曲や交響曲がある。1990年代後半からスウェーデンのBISレーベルから彼の作品が多数発売され、再評価に繋がった。